# 乌蒂拉梅鲁尔
乌蒂拉梅鲁尔（Uthiramerur），是印度泰米尔纳德邦Kancheepuram县的一个城镇。总人口23653（2001年）。

## 人口
该地2001年总人口23653人，其中男性11889人，女性11764人；0—6岁人口2492人，其中男1274人，女1218人；识字率67.26%，其中男性为75.62%，女性为58.82%。